# Garden of Cosmic Speculation

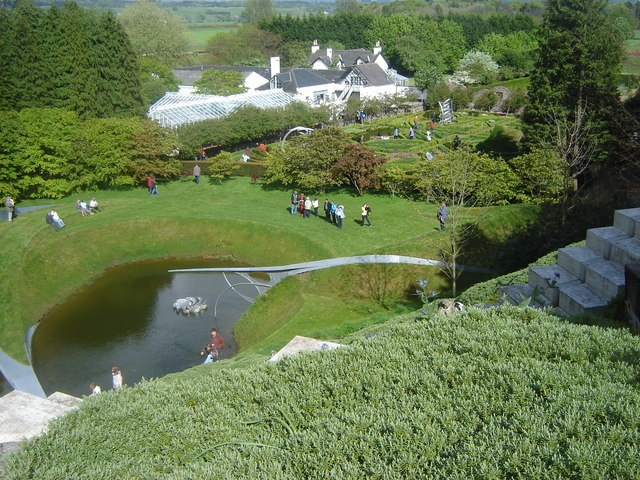
Portrack House und Skulpturengarten

Der Garden of Cosmic Speculation liegt am Portrack House, 7 km nordwestlich von Dumfries, in Südwest-Schottland. Es ist ein privater Garten, der um 1990 vom Architekten Charles Jencks zusammen mit seiner Frau Maggie Keswick, einer anerkannten Expertin der Geschichte Chinesischer Gartenkunst, entworfen und angelegt wurde.
Charles Jencks begann 1988 zusammen mit seiner Frau Maggie Keswick Jencks die Planung dieses Gartens am Haus ihrer Mutter in Schottland.

## Beschreibung
Der Garten ist rund zwölf Hektar (30 acres) groß. Das Portrack House, zu dem der Garten gehört, wurde 1815 als Farmhaus im Georgianischen Stil errichtet. 1879 erfolgte ein größerer Anbau, der aber den Stil des Hauses beibehielt. Das Haus diente als „Witwenhaus“ (Dower house) für den Gutshof. John und Claire Keswick, die Eltern von Maggie Keswick, zogen in den späten 1950er Jahren dort ein.

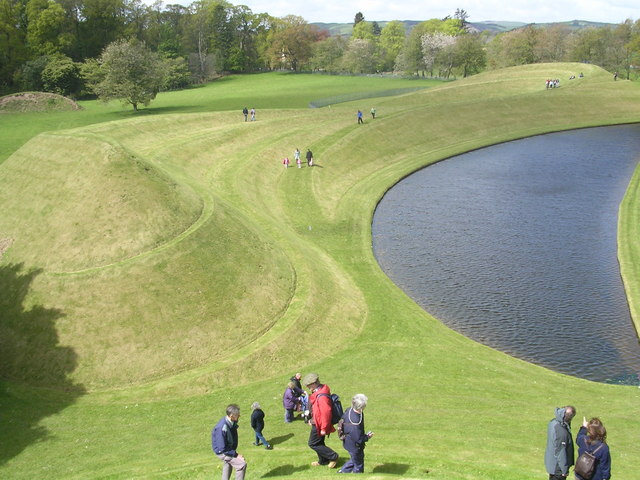
Exotischer, formaler Garten am Portrack House
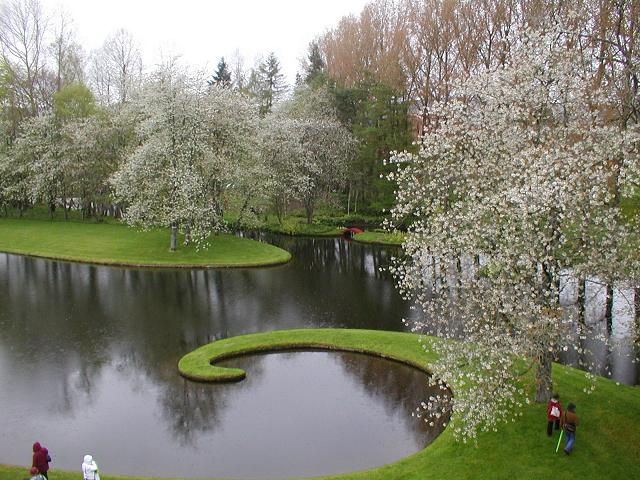
Fraktal im Teich
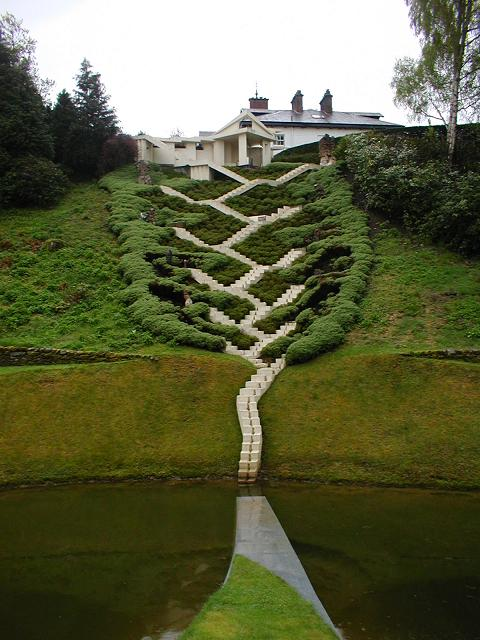
The Universe Cascade
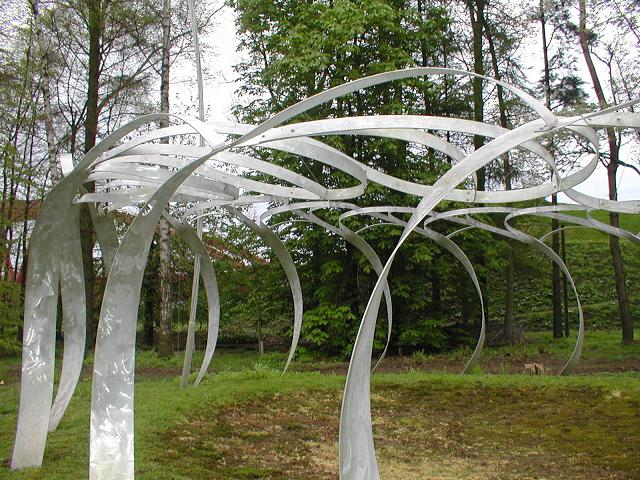
Skulptur „Willowtwist“

Der Name Garden of Cosmic Speculation wird von Charles Jencks damit erklärt, dass der Garten als Mikrokosmos des Universums eine Anregung sein soll, über die fundamentalen Aspekte der Natur nachzudenken und diese zu feiern.
Gärten waren immer auch in gewisser Hinsicht Analogien des Universums, so wie es in der jeweiligen Zeit verstanden wurde; sie waren durch kosmische Ideale motiviert, beispielsweise Zengärten, altägyptische Gärten, persische Paradiesgärten, chinesische Gärten, französische Barockgärten oder italienische Renaissancegärten.
Im Laufe der Planung vertiefte sich der Landschaftsgärtner immer mehr in philosophische Fragen bezüglich des Gartens, wie „Was ist Natur?“, „Wie passen wir in die Natur?“ „Was sind die grundlegenden Kräfte und Formen der Natur?“. Maggie Keswick Jencks und Charles Jencks haben sich bei der Gestaltung dieses sehr esoterisch wirkenden Gartens von der Wissenschaft und der Mathematik inspirieren lassen. Sie wollten mit diesem Garten althergebrachte Vorstellungen, wie ein Garten aussehen soll, und die mechanischen Metaphern der modernen Wissenschaft in Frage stellen.

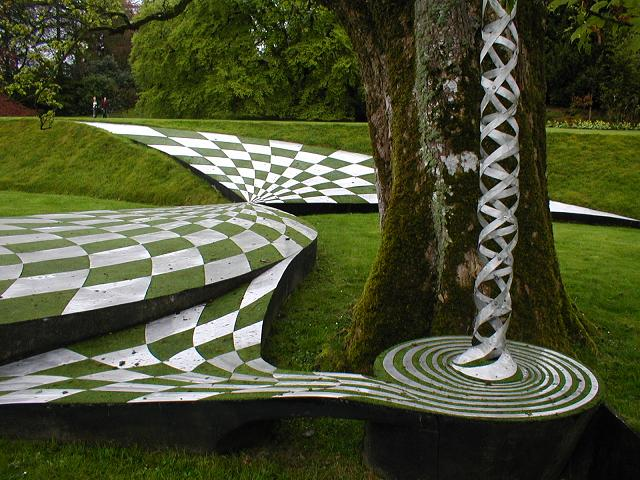
Schwarzes Loch

Er entwarf Skulpturen und Landschaftsformen als visuelle Metapher zu diesem Themenkreis, beispielsweise zu Schwarzen Löchern, Fraktalen, dem Urknall oder dem egoistischen Gen. So gibt es beispielsweise einen „Schneckenhügel“ („snail mound“), der von der DNS inspiriert ist. Die dazu verwendete Erde fiel durch das Ausbaggern der danebenliegenden Seen an. Die Seen liegen unmittelbar südlich des Flusses Nith, in der Nähe der Eisenbahnbrücke, über die die Bahnlinie Londons-Glasgow den Fluss Nith überquert.
Der Garten hat fünf Bereiche. Er ist nicht mit besonders vielen Pflanzen bepflanzt, sondern setzt mathematische Formeln und wissenschaftliche Phänomene in Skulpturen und Landschaften um, indem natürliche Formen mit künstlichen Symmetrien und Kurven kombiniert werden.
Während der Entstehungsphase des Gartens von 1988 bis heute änderte sich auch die Vorstellung der Wissenschaft von unserem Universum (Kosmologie). Anfangs wurden Superstrings für die Grundelemente des Universums gehalten, dessen Alter auf 15 Mrd. Jahre (±2 Mrd.) geschätzt wurde. Als das Grundgerüst des Gartens stand, hielt man vibrierende Membranen (D-Brane) für die Grundstruktur und aus dem Universum war ein Multiversum geworden, mit einem Alter von 13 Mrd. Jahren (±2 Mrd.)
Dieser Garten ist mit seinen Wellenformen und linearen Kurven wahrscheinlich einmalig in seiner Art und markiert eine neue Grammatik der Landschaftsgestaltung. Am ehesten ist er noch mit dem nicht ganz so spektakulären Garten Little Sparta in Dunsyre in der Nähe von Edinburgh zu vergleichen, der sich mit historischen und philosophischen Themen befasst. Der Garden of Cosmic Speculation erinnert auch an Werke der amerikanischen Land Art.

## Zutritt
Der Garden of Cosmic Speculation ist ein Privatgarten. Er ist jedoch einmal im Jahr für die Öffentlichkeit zugänglich, um über die Wohltätigkeitsorganisation Scotland’s Gardens Scheme Mittel für die Krebszentren von Maggie's Cancer Caring Centres zu beschaffen. Maggie Keswick starb 1995 an Krebs. Charles Jencks gründete gemäß einer Idee seiner Frau nach ihrem Tod eine Reihe von Beratungs- und Unterstützungszentren für Krebspatienten (Maggie’s Centre) mit jeweils unterschiedlicher Architektur. Die wohltätigen Krebszentren der Maggie's Cancer Caring Centres sind nach Maggie Keswick Jencks benannt, der letzten Frau von Charles Jencks.
Für Gruppen ist der Garten auch noch zusätzlich nach schriftlicher Anmeldung zugänglich.

## Musik
Der Garten war auch das Thema einer Orchesterkomposition des amerikanischen Komponisten Michael Gandolfi, die er für das Boston Symphony Orchestra und das Tanglewood Music Center in Lenox (Massachusetts, USA) schuf. Das Stück wurde vom Atlanta Symphony Orchestra eingespielt und für die Grammy Awards 2009 in der Kategorie „Beste zeitgenössische klassische Komposition“ nominiert.

## Filme
- Erstaunliche Gärten – Der Garden of Cosmic Speculation in Schottland. (OT: Étonnants jardins. Le jardin de la spéculation cosmique, Écosse.) Dokumentarfilm, Frankreich, 2017, 25:32 Min., Buch: Pat Marcel und Charlotte Fauve, Regie: Pat Marcel, Produktion: arte France, Cinétévé, Reihe: Erstaunliche Gärten (OT: Étonnants jardins), Erstsendung: 24. September 2017 bei arte, Inhaltsangabe von ARD, u. a. mit Charles Jencks, Landschaftsarchitektin Lily Jencks, Chefgärtner Alastair Clarck und dem Astronauten Jeffrey A. Hoffman.

- The Garden of Cosmic Speculation. Dokumentarfilm, Großbritannien, 2005, 60 Min., Buch und Regie: Nigel Wattis, Produktion: Granada London, ITV1, Filmdaten vom BFI.